# Полста (альбом)
«Полста» — четвёртый официальный сборник хитов российского певца Валерия Меладзе. Цифровой релиз выпущен российским лейблом «Velvet Music» 4 мая 2016 года.

## Об альбоме
«Полста» является одиннадцатым альбомным релизом Валерия Меладзе, и в частности, четвёртым в виде сборника лучших песен, который был выпущен 4 мая 2016 года. Сборник состоит из тридцати трёх композиций и условно разделён на два диска. Первый диск «Vol.1» включает в себя шестнадцать композиций. На втором диске «Vol.2» записано семнадцать других композиций. В трек-лист сборника не вошла дуэтная песня «Мой брат», а кроме того, практически никак не представлены продюсерские проекта Константина Меладзе - кроме брата и «ВИА Гры». Праздничным альбомом братья Меладзе отмечают сразу три юбилея: 50-летие заслуженного артиста Российской Федерации Валерия Меладзе, 20-ю годовщину выхода его дебютного сольного альбома «Сэра», а также 30-летие музыкальной карьеры братьев Меладзе.
Валерий отметил, что юбилейная пластинка не является подведением каких-либо итогов, она лишь расставляет акценты в их творчестве за последние три десятка лет: «Мы с Костей всегда были совершенно разными. – говорит Валерий, — Единственное, что нас объединяло — это музыка. Мы слушали всю хорошую музыку, независимо от стиля. Но видимо, этого оказалось достаточно, чтобы связать нас воедино на всю жизнь. Даже сейчас, живя в разных городах и разных странах, мы остаемся неразделимым целым».

## Список композиций

### Диск 1
| №                   | Название                       | Длительность |
| ------------------- | ------------------------------ | ------------ |
| 1.                  | «Не тревожь мне душу, скрипка» | 4:16         |
| 2.                  | «Ночь накануне Рождества»      | 4:58         |
| 3.                  | «Посредине лета»               | 3:31         |
| 4.                  | «Золотистый локон»             | 3:32         |
| 5.                  | «Как ты красива сегодня»       | 3:59         |
| 6.                  | «Странница осень»              | 4:17         |
| 7.                  | «Река времени»                 | 4:23         |
| 8.                  | «Осколки лета»                 | 3:40         |
| 9.                  | «Я не могу без тебя»           | 4:09         |
| 10.                 | «Притяженья больше нет»        | 4:30         |
| 11.                 | «Вопреки»                      | 4:25         |
| 12.                 | «Обернитесь»                   | 3:49         |
| 13.                 | «Небеса»                       | 3:56         |
| 14.                 | «Рассветная»                   | 3:40         |
| 15.                 | «Без суеты»                    | 4:05         |
| 16.                 | «Чуть ниже небес»              | 4:22         |
| Общая длительность: | Общая длительность:            | 1:05:32      |

### Диск 2
| №                   | Название                       | Длительность |
| ------------------- | ------------------------------ | ------------ |
| 1.                  | «Лимбо»                        | 4:02         |
| 2.                  | «Сэра»                         | 3:52         |
| 3.                  | «Разведи огонь»                | 4:01         |
| 4.                  | «Актриса»                      | 4:09         |
| 5.                  | «Девушки из высшего общества»  | 3:23         |
| 6.                  | «Самба белого мотылька»        | 4:00         |
| 7.                  | «Мечта»                        | 3:00         |
| 8.                  | «Се ля ви»                     | 3:54         |
| 9.                  | «Спрячем слёзы от посторонних» | 3:46         |
| 10.                 | «Океан и три реки»             | 3:40         |
| 11.                 | «Сахара не надо»               | 3:35         |
| 12.                 | «Салют, Вера»                  | 3:43         |
| 13.                 | «Иностранец»                   | 4:06         |
| 14.                 | «Текила-любовь»                | 3:42         |
| 15.                 | «Свет уходящего солнца»        | 3:45         |
| 16.                 | «Параллельные»                 | 3:47         |
| 17.                 | «Свободный полёт»              | 3:45         |
| Общая длительность: | Общая длительность:            | 1:04:10      |

## Критика
«Полста» получил, в целом, положительные отзывы от критиков. Критик «InterMedia» Алексей Мажаев достаточно высоко оценил сборник, поставив ему 4 балла из 5 возможных. Рецензентом было выделено, что братья очень подробно остановились на раннем периоде творчества: начало обоих дисков - это сплошные «Не тревожь мне душу, скрипка», «Ночь накануне Рождества», «Посредине лета», «Лимбо», «Сэра», «Актриса», «Как ты красива сегодня» и «Девушки из высшего общества». Также Мажаев пишет, что не менее чётко концертный сборник показывает процесс вписывания самородков в машину шоу-бизнеса. В конце рецензии был озвучен некий итог: «У Меладзе и в последующие годы было немало хитов, но можно заметить, что многие поздние вещи написаны «на классе» и профессионализме, с использованием прежних наработок. Поэтому вторые половины дисков слушать чуть менее интересно - но тут оба раза вовремя появляется «ВИА Гра» и разбавляет рутину».